# Solon Borglum
Solon Hannibal de la Mothe Borglum (22 de dezembro de 1868—1922) foi um escultor estadunidense.

## História
Nascido em Ogden, foi o irmão caçula de Gutzon Borglum e tio de Lincoln Borglum, afamado pelo Monte Rushmore. Filho de imigrantes dinamarqueses que se estabeleceram nas Grandes Planícies, Solon Borglum passou seus primeiros anos como rancheiro em Nebraska ocidental. Embora posteriormente tenha vivido em Paris e Nova York e tenha granjeado reputação como um dos melhores escultores dos EUA, foi sua representação da vida da fronteira, e especialmente sua experiência com os caubóis e povos nativos, na qual sua reputação foi fundada.
Ele mudou-se para Silvermine, nas vizinhanças de Nova Canaã, onde ajudou a fundar um clube de artistas, o "Knockers Club". Seu irmão, Gutzon, viveu perto de Stamford de 1910 a 1920.